# Pterolophia bilineaticeps
Pterolophia bilineaticeps là một loài bọ cánh cứng trong họ Cerambycidae.